# Алимов, Фаттах
Фаттах Алимов (1908 год, кишлак Риштан, Кокандский уезд, Ферганская область, Туркестанский край, Российская империя — 1987 год, Регарский район, Таджикская ССР) — таджикский хозяйственный деятель, директор Ордена Ленина Регарской МТС Регарского района Таджикской ССР. Герой Социалистического Труда (1957).

## Биография
Родился в 1908 году в крестьянской семье в кишлаке Риштан Кокандского уезда. После окончания школы обучался на двухлетних учительских курсах. С 1927 по 1931 года работал учителем. С 1931 года — агроном в хлопководческом хозяйстве в Риштане. В 1933 году переехал в Таджикистан, где продолжил заниматься хлопководством. В начале 1940-х годов был назначен директором Шахринауской МТС. За выдающиеся трудовые показатели в хлопководстве во время Великой Отечественной войны был награждён в 1944 году Орденом Трудового Красного Знамени.
С 1944 года — директор Регарской МТС. В 1945 году вступил в ВКП(б). Благодаря его деятельности Регарская МТС ежегодно перевыполняла план по сбору хлопка, в результате чего была награждена Орденом Ленина.
В 1948 году звено под руководством Юсуфджана Ашурова собрало в среднем по 62,2 центнера египетского хлопка с каждого гектара на участке площадью 7 гектаров.
Указом Президиума Верховного Совета СССР «О присвоении звания Героя Социалистического Труда колхозникам, колхозницам, работникам машинно-тракторных станций, партийным и советским работникам Таджикской ССР» от 17 января 1957 года удостоен звания Героя Социалистического Труда за «выдающиеся успехи, достигнутые в деле развития советского хлопководства, широкое применение достижений науки и передового опыта в возделывании хлопчатника и получение высоких и устойчивых урожаев хлопка-сырца» с вручением ордена Ленина и золотой медали «Серп и Молот».
С 1960 года — директор Регарской зональной опытной станции. Трудился до выхода на пенсию.
Проживал в Регарском районе. Скончался в 1987 году.
Награды
- Герой Социалистического Труда
- Орден Ленина
- Орден Трудового Красного Знамени (03.01.1944)
- Орден «Знак Почёта» (23.10.1954)
- Почётная Грамота Президиума Верховного Совета Таджикской ССР
- Заслуженный агроном Таджикской ССР (1957)